# Robert Galisson
Robert Galisson, né le 6 juin 1932 à Erdre-en-Anjou et mort le 1er février 2020 à Étampes, est un linguiste français. Il a commencé sa carrière comme instituteur avant de devenir professeur dans l'enseignement technique puis assistant de linguistique à l'Université de Besançon.  
"Inventeur" avec Louis Porcher de la "didactique du français langue étrangère" et de la "didactique des langues et cultures", il est professeur émérite à l'Université de la Sorbonne-nouvelle Paris III.

## Publications
- Galisson R. (1971). Inventaire thématique et syntagmatique du français fondamental. Paris : Hachette-Larousse, Coll. Le Français dans le Monde/ BELC, 82 p.
- Galisson R. (1980). D'hier à aujourd'hui la didactique générale des langues étrangères : du structuralisme au fonctionnalisme. Paris : CLE International, 160 p.
- Galisson R. (1983). Des mots pour communiquer. Paris : CLE International, Chapitre III : 87-89.
- Galisson R. (1984). Dictionnaire de compréhension et de production des expressions imagées. Paris : CLE international, 143 p.
- Galisson R. (1984). Les expressions imagées. Coll. les mots, mode d'emploi, pratique des langues étrangères, 64 p.
- Galisson R. (1991). De la langue à la culture par les mots. Paris : CLE international, 191 p.
- Galisson R. et al. (1982). D'autres voies pour la didactique des langues étrangères. Paris : Hatier-Crédif, Coll. LAL, 156 p.
- Galisson R. et Coste D. (1976). Dictionnaire de didactique des langues. Paris : Hachette, 612 p.
- Galisson R. (1970). L'apprentissage systématique du vocabulaire, tome 1. Le Français dans le Monde/BELC, Hachette-Larousse..
- Galisson R. (1970). L'apprentissage systématique du vocabulaire. Exercices, tome 2, Le Français dans le Monde/BELC, Hachette-Larousse.
- Galisson R. (1979). Lexicologie et enseignement des langues. Paris : Hachette, Coll. F.
- Galisson R. (1983). Des mots pour communiquer, éléments de lexicométhodologie. Paris: CLE International.
- Galisson R. (1983). La suggestion dans l'enseignement : histoire et enjeu d'une pratique tabou. CLE International, Paris, 149 p.